# King Nothing
King Nothing ist ein Lied der US-amerikanischen Metalband Metallica aus dem Jahr 1996.

## Entstehung und Veröffentlichung
Das Lied wurde von den Metallica-Mitgliedern Kirk Hammett, James Hetfield und Lars Ulrich geschrieben beziehungsweise komponiert. Hetfield und Ulrich zeichneten zusammen mit Bob Rock auch für die Produktion verantwortlich.
Die Erstveröffentlichung von King Nothing erfolgte als Teil von Metallicas sechstem Studioalbum Load am 4. Juni 1996 bei Elektra Records. Am 7. Januar 1997 erschien das Lied erstmals als Single aus dem Album. Diese erschien als 2-Track-Single mit einer Liveversion zu Ain’t My Bitch als B-Seite.

## Musik und Text
Der Metalsong beginnt mit einem Bassriff, das sich dann zum Hauptriff des Songs entwickelt. Inhaltlich geht es darum, vorsichtig damit zu sein, was man sich wünscht. Der Protagonist möchte König sein, kümmert sich aber um nichts anderes, was letztlich zu seiner Niederlage führt, wie die Textzeile „And it all crashes down, and you break your crown“ zeigt.

## Musikvideo
Im Musikvideo sieht man die Hauptfigur durch eine schneebedeckte Wüste wandern, bevor er seine Krone wegwirft und eine andere aufsetzt. Er wiederholt dies etliche Male, wodurch er am Ende des Videos von vielen Kronen umgeben ist. Es wurde in Park City, Utah im Dezember 1996 gedreht. Regisseur war Matt Mahurin, der schon das Video für The Unforgiven gedreht hatte.

## Kommerzieller Erfolg

### Chartplatzierungen
| ChartsChartplatzierungen            | Höchstplatzierung | Wochen |
| ----------------------------------- | ----------------- | ------ |
| Vereinigte Staaten (Billboard)      | 90 (8 Wo.)        | 8      |
| Vereinigte Staaten (Billboard Rock) | 6 (27 Wo.)        | 27     |

### Auszeichnungen für Musikverkäufe
| Land/Region               | Auszeichnungen für Musikverkäufe (Land/Region, Auszeichnung, Verkäufe) | Verkäufe |
| ------------------------- | ---------------------------------------------------------------------- | -------- |
| Vereinigte Staaten (RIAA) | Gold                                                                   | 500.000  |
| Insgesamt                 | 1× Gold ·                                                              | 500.000  |

Hauptartikel: Metallica/Auszeichnungen für Musikverkäufe